# Stade de Djambala
Le stade de Djambala, est un stade multisports de 7 000 spectateurs situé dans la ville de Djambala (Congo-Brazzaville).
Il abrite le 15 août 2013 la finale de la Coupe du Congo de football, dans le cadre du 53e anniversaire de l’indépendance du Congo,.

## Travaux
Les travaux furent réalisés par la société chinoise de construction Zhengwei Technique Congo avec la participation de 200 ouvriers congolais, pendant une durée de 8 mois.